# Milkowo (Kamtschatka)

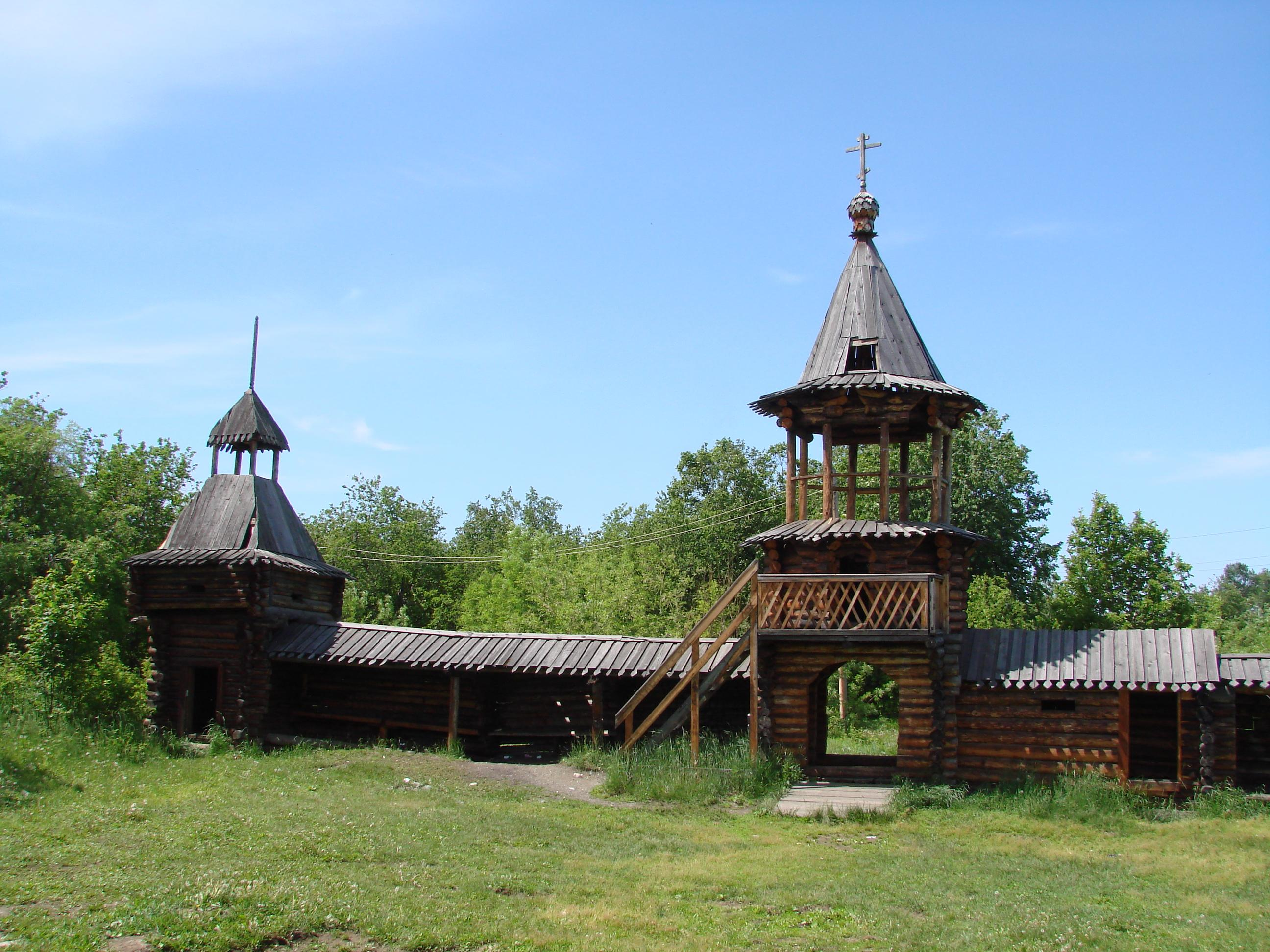
Ostrog von Milkowo

Milkowo (russisch Ми́льково) ist ein Dorf (Selo) in der Region Kamtschatka (Russland) mit 8251 Einwohnern (Stand 14. Oktober 2010).

## Geographie
Der Ort liegt im zentralen Teil der Halbinsel Kamtschatka, in der durch den Fluss Kamtschatka gebildeten Niederung zwischen Sredinny-Höhenrücken und Wostotschny-Kamm, am linken Ufer des oberen Mittellaufes des Flusses. Milkowo befindet sich etwa 180 Kilometer Luftlinie nördlich des Regionsverwaltungszentrums Petropawlowsk-Kamtschatski.
Es ist Verwaltungszentrum des gleichnamigen Rajons Milkowo.

## Geschichte
Milkowo wurde im Sommer 1743 von fünf Familien gegründet, die fünf Jahre zuvor auf Grund der Anordnung der Zarin Anna Iwanowna von 1733 zur russischen Besiedlung Kamtschatkas ihre Heimat an der Lena in Ostsibirien verlassen hatten. Die erste Erwähnung des Ortes findet sich in den Aufzeichnungen Stepan Krascheninnikows. Im 18. und 19. Jahrhundert war Milkowo neben dem 15 Kilometer flussaufwärts gelegenen und heute aufgegebenen Werchnekamtschatsk wirtschaftliches Zentrum dieses Teils der Halbinsel.
Am 15. April 1933 wurde der Ort Verwaltungszentrum eines neu geschaffenen Rajons.

### Bevölkerungsentwicklung
| Jahr | Einwohner |
| ---- | --------- |
| 1939 | 1.109     |
| 1959 | 2.427     |
| 1970 | 5.066     |
| 1979 | 8.959     |
| 1989 | 12.132    |
| 2002 | 9.243     |
| 2010 | 8.251     |

Anmerkung: Volkszählungsdaten

## Kultur und Sehenswürdigkeiten
In Milkowo befindet sich das Museum und ethno-kulturelle Zentrum der Kamtschadalen.

## Wirtschaft und Infrastruktur
Das Gebiet um Milkowo ist forst- und landwirtschaftlich (Gemüse- und Kartoffelanbau, Viehhaltung) geprägt.
Der Ort liegt an der Regionalstraße R474, die vom etwa 300 km entfernten Petropawlowsk-Kamtschatski kommend weiter im Zentraltal der Halbinsel dem Fluss Kamtschatka abwärts folgend über Kosyrewsk und Kljutschi nach Ust-Kamtschatsk an der Ostküste führt. Vier Kilometer südwestlich von Milkowo liegt ein kleiner Flughafen (ICAO-Code UHPM). Nachdem der Flughafen seit den 1990er-Jahren nicht mehr regulär angeflogen wurde, kam es 2006 zur Entscheidung über seine Schließung, die jedoch 2010 revidiert wurde.

## Persönlichkeiten
- Igor Malinowski (1997–2022), Biathlet